# Prémio Jacinto do Prado Coelho
O Prémio Jacinto do Prado Coelho é um prémio literário instituído pelo Centro Português da Associação Internacional de Críticos Literários (CPAICL), actualmente atribuído pela Associação Portuguesa dos Críticos Literários (APCL) com o apoio da Direcção Geral do Livro e das Bibliotecas em homenagem ao crítico literário Jacinto do Prado Coelho.
Por vezes é denominado Prémio de Ensaio Jacinto do Prado Coelho.
O prémio é atribuído numa base anual (salvo excepções) a uma obra de ensaio literário em língua portuguesa.

## Vencedores
- (1984) Óscar Lopes (Álbum de família: ensaios sobre autores portugueses do século XIX)
- (1985) 
  - Vasco Graça Moura (Camões e a divina proporção)
  - Yvette Centeno (Fernando Pessoa: o amor, a morte, a iniciação)
- (1986) Eduardo Lourenço (Fernando, rei da nossa Baviera)
- (1987)
  - Vergílio Ferreira (Espaço do invisível IV)
  - António Ramos Rosa (Incisões oblíquas: estudos sobre poesia portuguesa contemporânea)
- (1988)
  - David Mourão Ferreira (Nos Passos de Pessoa)
  - Ernesto Sampaio (O Sal Vertido)
- (1989) Alexandre Cabral (Dicionário de Camilo Castelo Branco)
- (1990) Luís F. Lindley Cintra (Crónica Geral de Espanha de 1344)
- (1991) Paula Morão (O «Só» de António Nobre - uma leitura do nome)
- (1992) António José Saraiva (História e Utopia - Estudos Sobre Vieira)
- (1993) Urbano Tavares Rodrigues (A horas e desoras)
- (1994) 
  - Vítor Aguiar e Silva (Camões: labirintos e fascínios)
  - José Gil (O espaço interior)
- (1995) 
  - E. M. de Melo e Castro (Voos da fénix crítica)
  - Carlos Reis (O Conhecimento da Literatura - introdução aos estudos literários)
- (1996) João Barrento (A Palavra Transversal. Literatura e Ideias no Século XX)
- (1997) Aníbal Pinto de Castro (António Vieira, Uma Síntese do Barroco Luso-Brasileiro)
- (1998) Fernando Gil e Helder Macedo (As viagens do olhar. Retrospecção, visão e profecia no Renascimento português)
- (1999) Maria Alzira Seixo (Lugares da ficção em José Saramago. O essencial e outros ensaios)
- (2000) Eugénio Lisboa (Portugaliae monumenta frivola ou as verdadeiras e as falsas riquezas)
- (2001) Helena Carvalhão Buescu (Chiaroscuro: modernidade e literatura)
- (2003) Maria Helena da Rocha Pereira (Portugal e a herança clássica e outros textos)
- (2006) 
  - José Pedro Serra (Pensar o trágico: categorias da tragédia grega)
  - Carlos Ascenso André (Caminhos do Amor em Roma: Sexo, Amor e Paixão na Poesia Latina do Século I a.C)
- (2007) Fernando Guimarães (A obra de arte e o seu mundo)
- (2008) Miguel Real (Eduardo Lourenço e a Cultura Portuguesa)[5]
- (2009) A. Campos Matos (Eça de Queirós: uma biografia)
- (2010) Rosa Maria Martelo (A forma informe: leituras de poesia)
- (2011) Vítor Aguiar e Silva (Dicionário de Camões)
- (2012) Eduardo Lourenço (Tempo da música, música do tempo)
- (2013) José Gil (Cansaço, Tédio, Desassossego)[6]
- (2015)
  - José Carlos Seabra Pereira (Aquilino, a Escrita Vital)[7]
  - Fernando Cabral Martins (Introdução ao estudo de Fernando Pessoa)[7]
- (2016)
  - Clara Rocha (O Essencial sobre Michel de Montaigne)
  - António M. Feijó (Uma admiração pastoril pelo diabo (Pessoa e Pascoaes))
- (2017) Maria João Reynaud (Margens. Ensaios de Literatura)
- (2018)
  - Ana Luísa Amaral (Arder a Palavra e Outros Incêndios)[4]
  - Álvaro Manuel Machado (O Significado das Coisas)[4]

(Actualização em 19 de janeiro de 2019)
- 2021
  - Maria Filomena Molder (O Absoluto que Pertence à Terra)

- 2023
  - António Vieira (Elogio da descrença)
  - Fernando J. B. Martinho (Aspectos do Legado Pessoano)
- 2024
  - Diogo Ramada Curto (Um País em Bicos de Pés: Escritores, artistas e movimentos culturais)